# محمد بن دينار الطاحي
محمد بن دينار الطاحي أبو بكر البصري، راوي حديث نبوي من تابعي التابعين.

## روايته للحديث النبوي
- روى عن: أبان بن أبي عياش، وإِبْرَاهِيم الهجري، وخالد بن ذكوان، وسَعْد بن أوس العدوي البَصْرِي، وسَعِيد بن إياس الجريري، وأبي مسلمة سَعِيد بن يزيد، وعمارة بن أَبي حفصة، وقرة بن خالد، وأبي رجاء مُحَمَّد بْن سيف، ومحمد بْن عَمْرو بْن علقمة، ومعمر بن راشد، وهشام بن حسان، وهشام بن عروة، ويحيى بن يزيد الهنائي، ويونس بن عبيد.
- روى عنه: أزهر بن مروان الرقاشي، وأيوب بن سُلَيْمان صاحب الكراء، وبشر بن مهران الزهراني الخصاف، وحبان بن هلال، وروح بن عبد المؤمن، وسَعِيد بْن أَبي الربيع السمان، وأبو داود الطيالسي، وأبو همام الصلت بن مُحَمَّد الخاركي، وعاصم بن علي بن عاصم بْن علي بْن عاصم الواسطي، وعبد الله بْن مُحَمَّد بن أسماء، وعبد الله بن مسلمة القعنبي، وعبد الصمد بن عبد الوارث، وعبد العزيز بن موسى اللاحوني، وعفان بن مسلم، وعُمَر بْن يزيد السياري، وأَبُو قتادة عَمْرو بن مخرم، وقتيبة بن سعيد، وقيس بْن حفص الدارمي، وليث بن حماد الصفار، ومحمد بْن أَبي بَكْر المقدمي، ومحمد بْن عُبَيد بْن حساب، ومُحَمَّد بن عيسى بن الطباع، ومُحَمَّد بن محبوب البناني، ومسلم بْن إِبْرَاهِيم، ومعلى بْن منصور الرازي، وأبو سلمة موسى بن إِسْمَاعِيل، وهشام بن سَعِيد الطالقاني، ويحيى بن غيلان، وأبو الوليد الطيالسي.[1]
- الجرح والتعديل: قال يحيى بن معين: «ليس به بأس، وكان على مسائل سوار العنبري، ولم يكن له كتاب.»، قال أبو حاتم الرازي: «لا بأس به»، وقال أبو داود: «تغير قبل أن يموت»، وقال النسائي: «ليس به بأس»، وفي موضع آخر: «ضعيف»، وقال ابن عدي: «ولمُحَمَّد بن دينار غير ما ذكرت، وهو مع هذا كله حسن الحديث، وعامة حديثه ينفرد به»، ذكره ابن حبان في المجروحين وَقَال: «كان يخطئ، لم يفحش حتى استحق الترك ولا سلك سنن الثقات مما لا ينفك منه البشر فيسك به مسك العدول، فالإنصاف في أمره ترك الاحتجاج بما انفرد، والاعتبار بما لم يخالف الثقات والاحتجاج بما وافق الأثبات»، وقال ابن حجر العسقلاني: «صدوق سئ الحفظ ورمي بالقدر وتغير قبل موته»، وذكره سبط ابن العجمي فيمن اختلط قبل موته، روى له أبو داود، والترمذي.[1]